# Projekt 205PE
Projekt 205PE (v kódu NATO třída Slepen) byl křídlový dělový člun sovětského námořnictva z doby studené války. Postaven byl jediný exemplář této třídy. Sloužil především pro testy zbraní a elektroniky. Ze služby byl vyřazen roku 1991 (jiné prameny uvádí 1993).

## Stavba
Jediná jednotka třídy, pojmenovaná AK-225, byla v letech 1968–1969 postavena loděnicí Primorskij v Leningradu. Plavidlo bylo přiděleno Černomořskému loďstvu.

## Konstrukce
Trup a pohonný systém byly převzaty z raketových člunů třídy Osa II. Výzbroj plavidla nejprve tvořila příďová dělová věž se dvěma 57mm kanóny AK-725 a jeden obranný systém blízké obrany AK-630M s 30mm rotačním kanónem. Člun byl vybaven systémem řízení palby MR-103 Bars pro hlavní kanón a MR-123 Vympel-A pro sekundární zbraň. Dále byl vybaven navigačním radarem Don, systémem Vympel-R2 a vrhači klamných cílů PK-16. Pohonný systém tvořily tři diesely M-504 o celkovém výkonu 15 000 hp, roztáčející tři lodní šrouby s pevnými lopatkami. Nejvyšší rychlost dosahovala 36 uzlů. Dosah byl 1200 námořních mil při rychlosti dvanáct uzlů.

### Modernizace
Roku 1975 byla původní dělová věž nahrazena novou s jedním 57mm kanónem AK-157.